# 索和波马雷德
索和波马雷德（法語：Saux-et-Pomarède）是法国上加龙省的一个市镇，属于圣戈当区和圣戈当县（Saint-Gaudens）。该市镇总面积12.52平方公里，2009年时的人口为269人。

## 人口
索和波马雷德人口变化图示